# راکا
راکا شهری در شهرستان روکو در استان بام در بورکینافاسوی شمالی است و جمعیت آن ۵۴۷ نفر است.